# 1894
Theo lịch Gregory, năm 1894 (số La Mã: MDCCCXCIV) là năm bắt đầu từ ngày thứ Hai.

## Sự kiện

### Tháng 2
- 22 tháng 2: Policarpo Bonilla trở thành tổng thống Honduras.

### Tháng 6
- 23 tháng 6: Pierre de Coubertin thành lập Ủy ban Thế vận hội Quốc tế.
- 24 tháng 6: Tổng thống Pháp Marie François Sadi Carnot bị ám sát.

### Tháng 7
- 4 tháng 7: Thành lập nước cộng hòa Hawaii
- 25 tháng 7: Bùng nổ chiến tranh Giáp Ngọ

### Tháng 12
- 21 tháng 12: Mackenzie Bowell trở thành thủ tướng Canada.
- Tower Bridge ở Luân Đôn được xây hoàn tất.

## Sinh
- 1 tháng 1: Satyendranath Bose, nhà vật lý học Ấn Độ (mất 1974)
- 4 tháng 1: Wesley La Violette, nhà soạn nhạc Mỹ (mất 1978)
- 7 tháng 1: José Rozo Contreras, nhà soạn nhạc Colombia (mất 1976)
- 11 tháng 1: Alexander Hall, đạo diễn phim Mỹ (mất 1968)
- 15 tháng 1: José Luis Bustamante y Rivero, tổng thống Peru (mất 1989)
- 17 tháng 1: Werner March, kiến trúc sư Đức (mất 1976)
- 18 tháng 1: Jan van Breda Kolff, cầu thủ bóng đá Hà Lan (mất 1976)
- 18 tháng 1: Lucia Moholy, nữ nhiếp ảnh gia (mất 1989)
- 20 tháng 1: Walter Piston, nhà soạn nhạc Mỹ (mất 1976)
- 24 tháng 1: Robert Jaffé, chính trị gia Đức (mất 1968)
- 1 tháng 2: James P. Johnson, nghệ sĩ dương cầm Mỹ, nhà soạn nhạc (mất 1955)
- 1 tháng 2: John Ford, đạo diễn phim Mỹ (mất 1973)
- 3 tháng 2: Norman Rockwell, họa sĩ Mỹ (mất 1978)
- 4 tháng 2: Hans Wittwer, kiến trúc sư Thụy Sĩ (mất 1952)
- 8 tháng 2: King Vidor, đạo diễn phim Mỹ (mất 1982)
- 8 tháng 2: Ludwig Marcuse, triết gia Đức, nhà văn (mất 1971)
- 9 tháng 2: Peter Georg Cohrs, chính trị gia Đức (mất 1952)
- 9 tháng 2: Rahel Sanzara, nhà văn nữ Đức (mất 1936)
- 10 tháng 2: Harold Macmillan, chính trị gia Anh, lãnh đạo chính phủ (mất 1986)
- 19 tháng 2: Anton Lutz, họa sĩ Áo (mất 1992)
- 19 tháng 2: Zdeněk Němeček, nhà văn Séc (mất 1957)
- 27 tháng 2: Traugott Vogel, nhà văn Thụy Sĩ (mất 1975)
- 28 tháng 2: Ben Hecht, tác giả kịch bản Mỹ (mất 1964)
- 28 tháng 2: Friedrich Wilhelm Wagner, luật gia Đức, chính trị gia (mất 1971)
- 1 tháng 3: Hans Orlowski, họa sĩ Đức (mất 1967)
- 6 tháng 3: Elisabeth Castonier, nhà văn nữ Đức (mất 1975)
- 8 tháng 3: Wäinö Aaltonen, nhà điêu khắc Phần Lan (mất 1966)
- 9 tháng 3: Frank Arnau, nhà văn Đức (mất 1976)
- 9 tháng 3: Franz Wilhelm Seiwert, họa sĩ Đức, nhà điêu khắc (mất 1933)
- 11 tháng 3: Otto Grotewohl, chính trị gia Đức, thủ tướng Đông Đức (mất 1964)
- 24 tháng 3: Alice Rühle-Gerstel, nhà văn nữ Đức (mất 1943)
- 4 tháng 4: Herbert Volck, nhà văn Đức (mất 1945)
- 8 tháng 4: Hermann Sendelbach, thi sĩ Đức (mất 1971)
- 9 tháng 4: Erik Charell, đạo diễn phim Đức, diễn viên (mất 1974)
- 10 tháng 4: Ben Nicholson, họa sĩ Anh (mất 1982)
- 11 tháng 4: Lev Blatný, thi sĩ Séc, tác giả. (mất 1930)
- 15 tháng 4: Bessie Smith, nữ ca sĩ nhạc blues Mỹ (mất 1937)
- 17 tháng 4: Nikita Sergeyevich Khrushchyov, chính trị gia Xô Viết, lãnh đạo chính phủ (mất 1971)
- 27 tháng 4: George Petty, nhiếp ảnh gia Mỹ (mất 1975)
- 29 tháng 4: Ernst Wolfgang Lewicki, kĩ sư xây dựng Đức, nhà khoa học (mất 1973)
- 29 tháng 4: Joop Boutmy, cầu thủ bóng đá Hà Lan (mất 1972)
- 29 tháng 4: Marietta Blau, nhà nữ vật lý học Áo (mất 1970)
- 29 tháng 4: Paul Hörbiger, diễn viên Áo (mất 1981)
- 30 tháng 4: Herbert Vere Evatt, chính trị gia Úc (mất 1965)
- 1 tháng 5: Sam McGee, người chơi đàn ghita Mỹ (mất 1975)
- 5 tháng 5: August Dvorak, nhà tâm lý học Mỹ (mất 1975)
- 11 tháng 5: Martha Graham, nữ nghệ sĩ múa Mỹ (mất 1991)
- 13 tháng 5: Ásgeir Ásgeirsson, chính trị gia Iceland, tổng thống (mất 1972)
- 15 tháng 5: Feliks Wrobel, nhà soạn nhạc Ba Lan (mất 1954)
- 20 tháng 5: Robert Katscher, nhà soạn nhạc Áo (mất 1942)
- 25 tháng 5: Georg Joos, nhà vật lý học Đức (mất 1959)
- 27 tháng 5: Dashiell Hammett, nhà văn thể loại hình sự Mỹ (mất 1961)
- 27 tháng 5: Louis-Ferdinand Celine, nhà văn Pháp, bác sĩ (mất 1961)
- 2 tháng 6: Karl Erckert, chính trị gia Áo (mất 1955)
- 3 tháng 6: Herbert Boeckl, họa sĩ Áo (mất 1966)
- 8 tháng 6: Erwin Schulhoff, nhà soạn nhạc Séc, nghệ sĩ dương cầm (mất 1942)
- 9 tháng 6: Ernst Schiebold, nhà khoáng vật học Đức (mất 1963)
- 10 tháng 6: Oskar Karlweis, diễn viên Áo (mất 1956)
- 10 tháng 6: Pavel Bořkovec, nhà soạn nhạc Séc (mất 1972)
- 12 tháng 6: Johann Steinböck, chính trị gia Áo (mất 1962)
- 13 tháng 6: Richard Döcker, kiến trúc sư Đức (mất 1968)
- 13 tháng 6: Tay Garnett, đạo diễn phim Mỹ (mất 1977)
- 15 tháng 6: Robert Russell Bennett, nhà soạn nhạc Mỹ (mất 1981)
- 15 tháng 6: Trygve Gulbranssen, nhà văn Na Uy (mất 1962)
- 30 tháng 6: Hugo Schaefer, phi công Đức (mất 1920)
- 2 tháng 7: André Kertész, nhiếp ảnh gia Hungary (mất 1985)
- 9 tháng 7: Percy Spencer, kĩ sư Mỹ, nhà phát minh (mất 1970)
- 11 tháng 7: Walter Wanger, nhà sản xuất phim Mỹ (mất 1968)
- 13 tháng 7: Alfred Toepfer, doanh nhân Đức (mất 1993)
- 16 tháng 7: Friedrich Leibbrandt, nhà hóa học Đức (mất 1960)
- 17 tháng 7: Georges Lemaitre, linh mục Bỉ, nhà vật lý học (mất 1966)
- 18 tháng 7: Armand James Quick, bác sĩ Mỹ, nhà hóa học (mất 1978)
- 22 tháng 7: Oskar Maria bá tước, nhà văn Đức (mất 1967)
- 24 tháng 7: Alma Rogge, nhà văn nữ Đức (mất 1969)
- 24 tháng 7: Magda Julin, nữ vận động viên trượt băng nghệ thuật Thụy Điển (mất 1990)
- 25 tháng 7: Hans Kmoch, người đánh cờ Áo (mất 1973)
- 25 tháng 7: Walter Brennan, diễn viên Mỹ (mất 1974)
- 26 tháng 7: Aldous Huxley, nhà văn Anh (mất 1963)
- 1 tháng 8: Ottavio Bottecchia, tay đua xe đạp Ý (mất 1927)
- 7 tháng 8: Carl Wery, diễn viên Đức (mất 1975)
- 10 tháng 8: Varahagiri Venkata Giri, chính trị gia Ấn Độ, tổng thống (mất 1980)
- 20 tháng 8: Josef Straßberger, vận động viên cử tạ, huy chương Thế Vận Hội (mất 1950)
- 21 tháng 8: Christian Schad, họa sĩ Đức (mất 1982)
- 28 tháng 8: Karl Böhm, người điều khiển dàn nhạc Áo (mất 1981)
- 30 tháng 8: Charles Reznikoff, nhà thơ Mỹ (mất 1976)
- 2 tháng 9: Bryher, nhà văn nữ Anh (mất 1983)
- 2 tháng 9: Joseph Roth, nhà văn Áo, nhà báo (mất 1939)
- 3 tháng 9: Antonio Gómezanda, nhà soạn nhạc Mexico, nghệ sĩ dương cầm (mất 1961)
- 6 tháng 9: Carl Grossberg, họa sĩ Đức (mất 1940)
- 8 tháng 9: Willem Pijper, nhà soạn nhạc Hà Lan (mất 1947)
- 13 tháng 9: John Boynton Priestley, nhà văn Anh (mất 1984)
- 15 tháng 9: Herbert Windt, nhà soạn nhạc Đức (mất 1965)
- 15 tháng 9: Jean Renoir, đạo diễn phim Pháp (mất 1979)
- 15 tháng 9: Oskar Klein, nhà vật lý học Thụy Điển (mất 1977)
- 16 tháng 9: Charles Crodel, họa sĩ Đức (mất 1973)
- 22 tháng 9: Elisabeth Rethberg, nữ ca sĩ Đức (mất 1976)
- 4 tháng 10: Józef Beck, chính trị gia Ba Lan (mất 1944)
- 5 tháng 10: Bevil Rudd, vận động viên điền kinh Nam Phi, huy chương Thế Vận Hội (mất 1948)
- 5 tháng 10: Walther Brühl, chính trị gia Đức (mất 1986)
- 7 tháng 10: Eino Saari, nhà lâm học Phần Lan, chính trị gia (mất 1971)
- 14 tháng 10: E. E. Cummings, thi sĩ Mỹ, nhà văn (mất 1962)
- 14 tháng 10: Heinrich Lübke, chính trị gia Đức, tổng thống Cộng hòa Liên bang Đức (mất 1972)
- 15 tháng 10: Mosche Scharet, chính trị gia Israel (mất 1965)
- 16 tháng 10: Francisco Casabona, nhà soạn nhạc Brasil (mất 1979)
- 19 tháng 10: Peter Lorson, nhà thần học Công giáo, thầy tu dòng Tên, nhà văn (mất 1954)
- 21 tháng 10: Klemens Brosch, nghệ sĩ tạo hình Áo (mất 1926)
- 27 tháng 10: John Lennard-Jones, nhà toán học Anh, nhà vật lý học (mất 1954)
- 30 tháng 10: Peter Warlock, nhà soạn nhạc Anh (mất 1930)
- 2 tháng 11: Bill Johnston, vận động viên quần vợt Mỹ (mất 1946)
- 3 tháng 11: Newton Pádua, nhà soạn nhạc Brasil
- 17 tháng 11: Eelco N. van Kleffens, chính trị gia Hà Lan (mất 1983)
- 19 tháng 11: Américo Tomás, đô đốc, tổng thống Bồ Đào Nha (mất 1987)
- 19 tháng 11: Heinz Hopf, nhà toán học Thụy Sĩ (mất 1971)
- 20 tháng 11: Carl Mayer, tác giả kịch bản Áo (mất 1944)
- 22 tháng 11: Else Ehser, nữ diễn viên Đức (mất 1968)
- 25 tháng 11: Paul Pratt, nhà soạn nhạc Canada, người điều khiển dàn nhạc (mất 1967)
- 26 tháng 11: James Charles McGuigan, tổng giám mục Toronto, Hồng y Giáo chủ (mất 1974)
- 26 tháng 11: Norbert Wiener, nhà toán học Mỹ (mất 1964)
- 27 tháng 11: Konosuke Matsushita, nhà tư bản công nghiệp Nhật Bản (mất 1989)
- 5 tháng 12: Charles Robert Swarts, chính trị gia Nam Phi (mất 1982)
- 8 tháng 12: Elzie Segar, họa sĩ vẽ tranh cho truyện comic Mỹ (mất 1938)
- 8 tháng 12: James Thurber, nhà văn Mỹ (mất 1961)
- 15 tháng 12: Oswaldo Aranha, chính trị gia Brasil (mất 1960)
- 17 tháng 12: Arthur Fiedler, người điều khiển dàn nhạc Mỹ (mất 1979)
- 17 tháng 12: Hans Henny Jahnn, nhà văn Đức (mất 1959)
- 17 tháng 12: Hendrik Anthony Kramers, nhà vật lý học Hà Lan (mất 1952)
- 19 tháng 12: Paul Dessau, nhà soạn nhạc Đức, người điều khiển dàn nhạc (mất 1979)
- 20 tháng 12: Robert Menzies, thủ tướng Úc (mất 1978)
- 31 tháng 12: Ernest John Moeran, nhà soạn nhạc Anh (mất 1950)

### Không rõ ngày, tháng
- Mary, chú voi cái châu Á nặng 5 tấn, còn được gọi với cái tên "Mary Sát nhân" ("Murderous Mary") (mất 1916)

## Mất
- 1 tháng 1: Heinrich Rudolf Hertz, nhà vật lý học Đức (sinh 1857)
- 4 tháng 1: Karl Freiherr von Hasenauer, kiến trúc sư Áo (sinh 1833)
- 21 tháng 1: Carl Johann Bogislaw Lüdecke, kiến trúc sư Đức (sinh 1826)
- 4 tháng 2: Louis Lewandowski, nhà soạn nhạc Đức (sinh 1821)
- 6 tháng 2: Theodor Billroth, bác sĩ Đức (sinh 1829)
- 11 tháng 2: Karel Leopold Klaudy, luật sư Séc, chính trị gia (sinh 1822)
- 12 tháng 2: Hans von Bülow, nhà soạn nhạc Đức, nghệ sĩ dương cầm, người điều khiển dàn nhạc (sinh 1839)
- 14 tháng 2: Franz Josef Denzinger, kiến trúc sư Đức (sinh 1821)
- 21 tháng 2: Gustave Caillebotte, họa sĩ Pháp (sinh 1848)
- 1 tháng 3: John Henry Cornell, nghệ sĩ đàn ống Mỹ, nhà soạn nhạc (sinh 1828)
- 1 tháng 3: John Downey, thống đốc thứ 7 của California (sinh 1827)
- 2 tháng 3: Jubal Anderson Early, tướng Mỹ (sinh 1816)
- 20 tháng 3: Lajos Kossuth, luật sư Hungary, chính trị gia (sinh 1802)
- 8 tháng 4: Oskar Höcker, diễn viên Đức, nhà văn (sinh 1840)
- 12 tháng 4: George Stoneman, thống đốc thứ 15 của California (sinh 1822)
- 21 tháng 4: James W. Throckmorton, thống đốc thứ 13 của Texas (sinh 1825)
- 6 tháng 5: Arnold Bürkli, kĩ sư xây dựng Thụy Sĩ (sinh 1833)
- 21 tháng 5: August Kundt, nhà vật lý học Đức (sinh 1839)
- 4 tháng 6: Wilhelm Roscher, nhà kinh tế học Đức (sinh 1817)
- 24 tháng 6: Marie François Sadi Carnot, chính khách Pháp, chính trị gia (sinh 1837)
- 5 tháng 7: Betty Paoli, nhà văn nữ Đức (sinh 1814)
- 18 tháng 7: Charles Leconte de Lisle, thi sĩ Pháp (sinh 1818)
- 21 tháng 7: Frederick Low, thống đốc thứ 9 của California (sinh 1828)
- 25 tháng 7: Charles Robert Alder Wright, nhà hóa học Anh (sinh 1844)
- 16 tháng 8: Ludwig Knoop, doanh nhân Đức (sinh 1821)
- 8 tháng 9: Hermann von Helmholtz, nhà sinh lý học Đức, nhà vật lý học (sinh 1821)
- 13 tháng 9: Emmanuel Chabrier, nhà soạn nhạc Pháp, nghệ sĩ dương cầm (sinh 1841)
- 8 tháng 10: Oliver Wendell Holmes, bác sĩ Mỹ, nhà văn (sinh 1808)
- 15 tháng 10: Ramiro Funagushi, họa sĩ Nhật Bản (sinh 1834)
- 29 tháng 10: Wilhelm Knaack, diễn viên Áo (sinh 1829)
- 30 tháng 11: Joseph E. Brown, chính trị gia Mỹ (sinh 1821)
- 3 tháng 12: Robert Louis Stevenson, nhà văn Scotland (sinh 1850)
- 7 tháng 12: Ferdinand Vicomte de Lesseps, nhà ngoại giao Pháp, kĩ sư (sinh 1805)
- 12 tháng 12: John Thompson, chính trị gia Canada (sinh 1845)
- 31 tháng 12: Thomas J. Stieltjes, nhà toán học Hà Lan (sinh 1856)
- Không rõ – Nguyễn Phúc Đoan Lương, phong hiệu Tuy Lộc Công chúa, công chúa con vua Thiệu Trị (m. 1842).